# Bärbel Braun
Bärbel Braun, född 20 februari 1945, är en östtysk före detta handbollsspelare.
Hon började spela handboll för SG Dynamo Karl-Marx-Stadt West. Klubben startades som Polizeisportverein Chemnitz 1920. Braun flyttade senare till SC Leipzig,och med den  klubben hon blev hon östtysk mästare flera gånger. 1974 vann hon Europacupen för mästare med SC Leipzig.
Hon vann VM med Östtysklands damlandslag i handboll världsmästerskapet i handboll för damer 1971 och gjorde sex mål i turneringen  varav två mål i en 15-8-seger mot Nederländerna. Hon stod för tre mål mot Danmark då östtyskorna vann med 12-7-segern och slutligen ett mål i finalen mot Jugoslavien, som laget vann med 11-8.  Hon var också med i VM- truppen vid VM 1973. Efter Berlinmurens fall 1989 arbetade hon som lärare i idrott och allmän ekonomi vid Yrkesskolan för handel och ekonomi II (Berufliches Schulzentrum für Wirtschaft II) i Chemnitz.